# Долази љубав
Долази љубав је шести студијски албум српске поп певачице Марије Шерифовић, издат 6. октобра 2023. за IDJ Tunes. У питању је дигитално издање, албум није имао физичко издање. Објављен је на јутјуб каналу певачице и на стримиг платформама. За сваку песму снимљен је музички спот. Албум садржи и један дует са хрватским поп певачом Матијом Цвеком. На албуму се налазе и неки од последњих тестова које је написао Милан Лаћа Радуловић пре своје смрти, а као композитор се опробао и млади поп певач Борис Суботић.

## Списак песама
| №   | Назив              | Текст                                                         | Музика                               | Трајање |  |
| 1.  | Интро              | /                                                             | /                                    | 1:06    |  |
| 2.  | Другачија          | Мирко Чајић                                                   | Мирко Чајић                          | 2:57    |  |
| 3.  | Ја сам!            | Цоби, Бојана Вунтуришевић, Харис Рахмановић,Нино Мујагић, Каи | Цоби, Харис Рахмановић, Нино Мујагић | 2:23    |  |
| 4.  | Иди док те волим   | Милош Рогановић                                               | Милош Рогановић                      | 3:03    |  |
| 5.  | Ко броји моје ране | Борис Суботић                                                 | Борис Суботић                        | 3:16    |  |
| 6.  | Вози ме            | Милан Лаћа Радуловић                                          | Харис Рахамановић, Нино Мујагић      | 3:40    |  |
| 7.  | Алооо!             | Милан Лаћа Радуловић, Харис Рахамновић, Нино Мујагић          | Дарко Димитров                       | 3:02    |  |
| 8.  | Пола сунца         | Бане Опачић                                                   | Бане Опачић                          | 3:22    |  |
| 9.  | Мој град           | Милан Милетић (текстописац)                                   | Саша Николић (музичар)               | 3:16    |  |
| 10. | Долази љубав       | Харис Рахмановић, Нино Мујагић                                | Харис Рахмановић, Нино Мујагић       | 2:54    |  |